# Kolonia (Góra Włodowska)
Kolonia (dawn. Góra Włodowska-Kolonia) – część wsi Góra Włodowska w Polsce, położona w województwie śląskim, w powiecie zawierciańskim, w gminie Włodowice.
Dawniej samodzielna wieś i gromada w gminie Włodowice. W latach 1954–1959 Góra Włodowska-Kolonia należała do gromady Góra Włodowska, po jej zniesieniu w gromadzie Kotowice. 1 I – 8 XII 1973 w gminie Żarki w powiecie myszkowskim. W latach 1975–1998 miejscowość administracyjnie należała do województwa częstochowskiego.